# BMW 337
La BMW 337 est une voiture du constructeur BMW produite en 1940.

## Contexte
Dans les années 1930, BMW s’était progressivement aventuré dans des catégories de véhicules de plus en plus élevées. À partir de 1936, la BMW 326 a été construite, elle avait un moteur six cylindres en ligne de 2,0 litres et, pour la première fois, une spacieuse carrosserie berline quatre portes, de série, au lieu d’une deux portes. La BMW 335, introduite en 1938 et construite en série à partir de 1939, était équipée du nouveau moteur six cylindres en ligne de 3,5 litres développant 66 kW/90 ch et avait également une carrosserie de berline quatre portes d’Ambi-Budd de Berlin ou une carrosserie cabriolet (deux ou quatre portes) d’Autenrieth. Cependant, la 335 était un compromis pour des raisons de temps et d’argent : le nouveau moteur était associé à un châssis allongé et adapté de la 326. L’habitacle était en grande partie identique dans sa construction, seule la tige de la 335 a été allongée en raison du moteur plus gros.
Avec la 337 encore plus grande et plus moderne, BMW voulait enfin s’imposer dans la catégorie supérieure des luxueuses dans les années 1940 et rivaliser avec des concurrentes telles que l’Audi 920 (moteur six cylindres de 3,3 litres, empattement de 3 100 mm), la Horch 930 V (moteur V8 de 3,8 l, empattement de 3 200 mm) ou la Mercedes-Benz 320 (moteur six cylindres de 3,4 l, empattement de 3 300 mm).

## Origine
Entre 1938 et 1941, le département "Design artistique" de BMW, responsable du design des BMW à l’époque, a développé diverses variantes de carrosserie pour la BMW 337 prévue catégorie des luxueuses. Wilhelm Meyerhuber était en charge. En plus d’une limousine Pullman, les plans comprenaient également une berline normale, un cabriolet et un coupé.
L’expérience d’autres modèles a été intégrée dans la conception de la carrosserie : celle des voitures d’essai BMW K1 (1938/39) et BMW K4 (1939/40), chacune basée sur la BMW 335, de la sportive BMW 328 berline de course, développée pour le Mille Miglia 1940, ainsi que de la BMW 332, successeur de la BMW 326, prévue pour 1940.
Un seul châssis pilotable de pré-série a été réalisé en 1940. Il a été demandé au professeur Wunibald Kamm, et à son Institut de recherche pour l’ingénierie automobile et les moteurs de véhicules (FKFS) de Stuttgart, de construire une autre voiture avec une carrosserie profilée et un arrière Kamm après les voitures d’essai K1 et K4. Les dessins de carrosserie destinés à la production en série à partir de 1941, en revanche, étaient moins futuristes et plus modernes, sportifs et élégants avec des échos clairs au design américain contemporain.
La production en série s’est arrêtée après l’intensification des effets de la Seconde Guerre mondiale. Sans cette coupure, BMW aurait peut-être rattrapé les marques premium de l’époque, Audi, Horch et Mercedes-Benz, avec la 337 d’avant 1945.

## Typologie
Comme toutes les nouvelles automobiles de la gamme BMW depuis 1933, à commencer par le modèle 303 (1933-1934), la BMW 337 avait une désignation de modèle à trois chiffres et un "3" au début. Il n’y a aucun lien avec le nom BMW Série 3, qui n’a été introduit qu’en 1975 pour les modèles BMW relativement compacts et sportifs de la classe moyenne. La désignation du modèle ne permet pas non plus de tirer des conclusions sur la cylindrée, comme cela a longtemps été possible avec la typologie actuelle.
Le modèle BMW 337 ne doit pas être confondu avec les moteurs 337 ou 337/1 de BMW; Ces derniers désignent le moteur six cylindres en ligne d’une cylindrée de 2,0 litres tel qu’utilisé dans la BMW 501 dans les années 1950 et en tant que moteur industriel et intégré.

## Détails du modèle

### Carrosserie et équipement

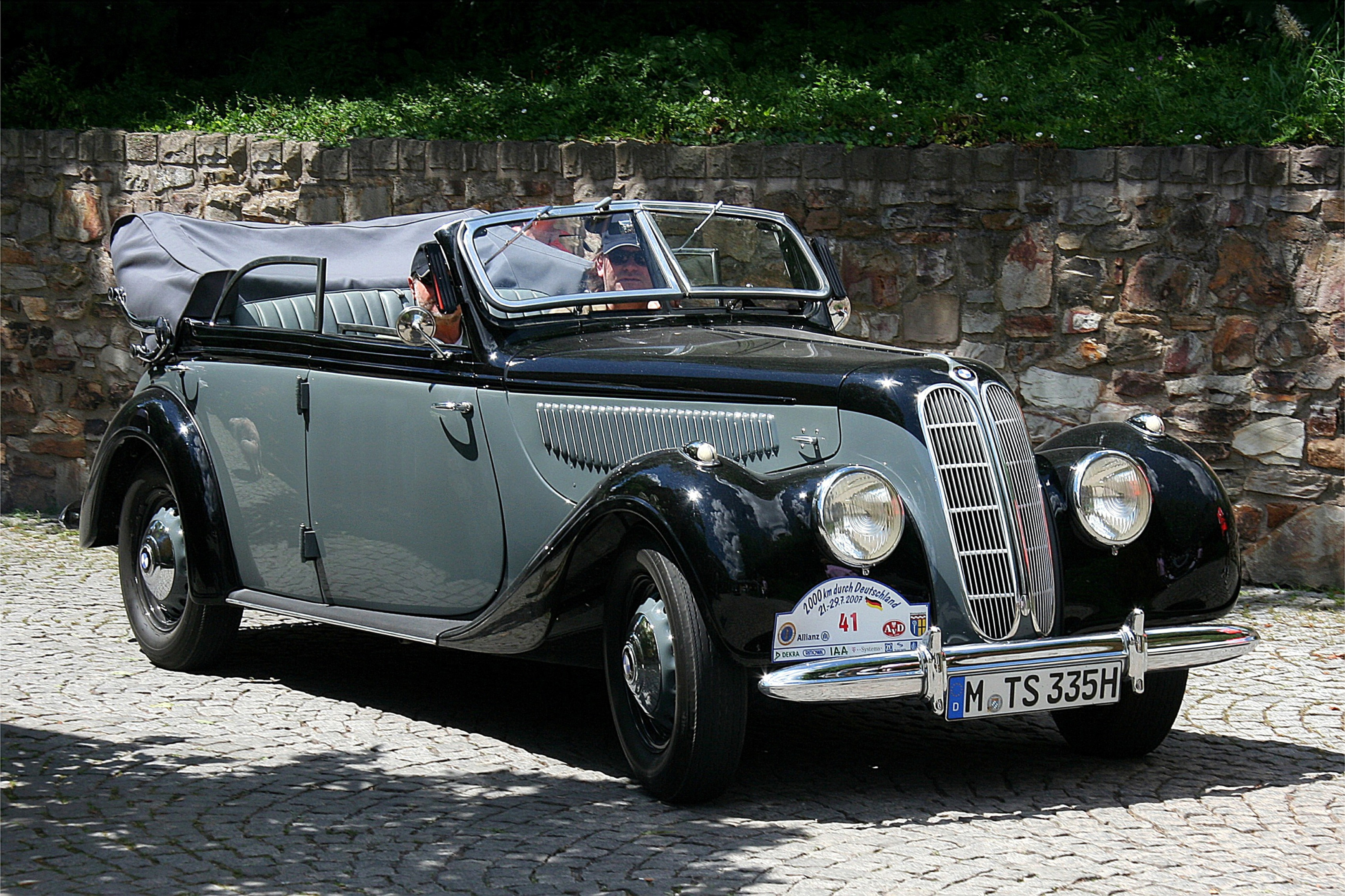
La BMW 335 (ici en cabriolet quatre portes), la base de la plus grande BMW 337 prévue

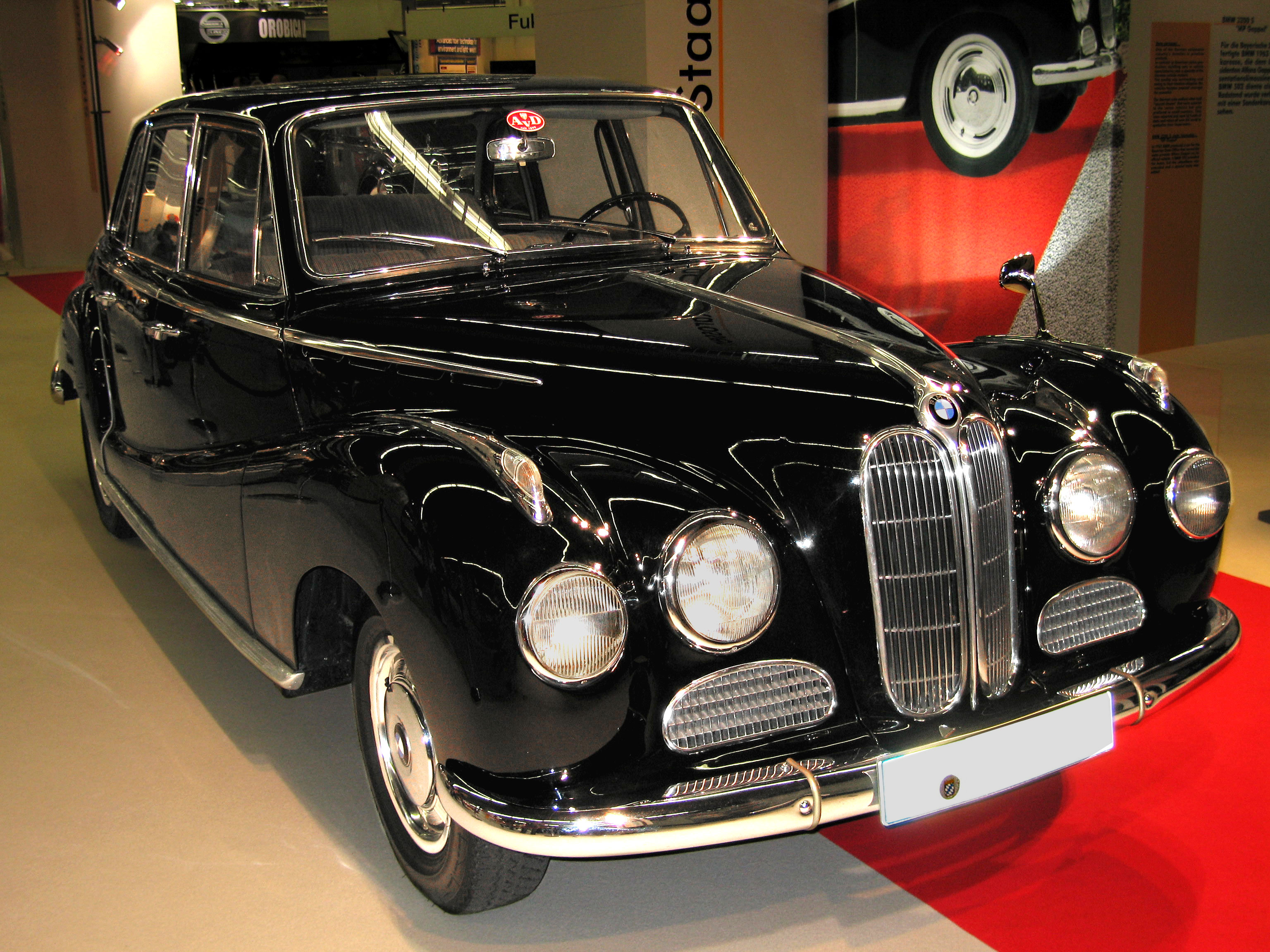
La BMW 3200 S, ici en limousine Pullman représentative, une pièce unique de 1963 avec toit surélevé, arrière rallongé, portes avant battantes et avant modifié - descendante spirituelle de la BMW 337 prévue pour 1941

Un nouveau design de carrosserie était prévu pour la 337 qui - similaire à celui de la 332 - aurait considérablement différé des lignes BMW qui avaient été typiques jusque-là. Elle aurait été plus moderne, sportive et élégante, mais contrairement à la 332, elle aurait eu des ailes courbes au lieu d’une carrosserie ponton pur. Les caractéristiques étaient les phares avant élégamment travaillés et placés relativement près les uns des autres, l’avant nettement plus rond que celui de la 335 (dans certains cas sans la calandre BMW typique de la marque) et de grandes surfaces vitrées avec un pare-brise divisé. Vue le côté, la grande troisième vitre latérale, les roues arrière entièrement couvertes et - comme pour la 332 - une bande décorative chromée distinctive sur le bord inférieur de la carrosserie (qui continue jusqu’aux bords arrière des passages de roue arrière) étaient des caractéristiques frappantes de la berline.
Avec la 337, des influences du design automobile américain ont pu être vues pour la première fois chez BMW, comme la Chrysler Airflow, la Lincoln-Zephyr ou la Mercury Eight du début d’avant-guerre, qui à leur tour ont été influencées par le pionnier allemand de l’aérodynamique, Paul Jaray, avec leur forme arrondie.
Lors de l’aménagement des portes de la 337 berline, BMW a utilisé le principe éprouvé des modèles 326 et 335, c’est-à-dire des portes avant à charnières arrière (appelées "portes suicides") et des portes arrière à charnières avant. Les portes étaient donc articulées dans des directions opposées sur le montant B.

### Châssis et trains roulants
La 337 avait le châssis et les trains roulants de la 335, dont l’empattement a été allongé de 136 millimètres à 3 120 millimètres. Le châssis de la 335 était lui-même basé sur celui de la 326. Son empattement avait déjà été allongé de 234 millimètres à 2 984 millimètres pour la 335. La 337 avait ainsi un châssis surbaissé avec une suspension de roue avant composée de triangles supérieurs et d’un ressort transversal inférieur et une largeur de voie de 1 306 millimètres. A l’arrière, la 337 disposait d’un essieu rigide sur triangle en haut et sur les leviers d’appui des deux ressorts à barre de torsion longitudinale, articulés par de courtes bielles en bas. La largeur de voie arrière était de 1 404 millimètres. Il était jugé plus confortable, mais moins sportif que l’essieu rigide à ressorts à lames semi-elliptiques des 327 et 328, ce qui correspondait mieux à la prétention de la 337 en tant que véhicule de luxe. Elle avait une direction à crémaillère et pignon et des freins à tambour à sabot internes à commande hydraulique sur les quatre roues avec un frein à main à câble sur les roues arrière.

### Moteur et transmission
La 337 devait recevoir le moteur nouvellement conçu de la 335, c’est-à-dire le moteur six cylindres en ligne à quatre temps refroidi par eau avec une cylindrée de 3 485 cm³ et une conception à longue course (alésage de 82 millimètres, course de 110 millimètres). Comme la plus petite version de 2,0 litres, il avait un vilebrequin avec seulement quatre roulements et un arbre à cames latéral avec des soupapes en tête (commande de soupape OHV) qui étaient actionnées via des poussoirs et des culbuteurs. Contrairement à la version de 2,0 litres, l’arbre à cames de la version de 3,5 litres n’était pas entraîné par une chaîne duplex mais par des engrenages droits Novotex. Avec un taux de compression de 1:5,8, le moteur, équipé de deux carburateurs à double registre, délivre 66 kW/90 ch à 3 500 tr/min. La puissance était transmise de manière habituelle en propulsion arrière via un embrayage monodisque à sec et une boîte de vitesses manuelle à quatre vitesses.

## Influence sur les modèles ultérieurs
Le seul châssis de pré-série de la BMW 337 est considéré comme perdu depuis la Seconde Guerre mondiale.
Les caractéristiques de conception unique de la BMW 337 prévue, telles que le design avant saisissant dans la zone des phares et la transition vers le capot, ont été trouvées sur la BMW 501/502 dans les années 1950, ainsi que le principe des ailes modélisées à l’avant et à l’arrière.
BMW a repris l’idée d’une limousine Pullman à deux reprises dans les années 1950 et 1960 : premièrement en 1955 avec la BMW 505, qui n’a été construite qu’en deux exemplaires, un prototype basé sur la 502, et deuxièmement avec une pièce unique de 1963, une limousine représentative basée sur la BMW 3200 S pour le Ministre-président de Bavière Goppel.
À ce jour, aucun effort de BMW n’a été signalé pour faire fabriquer une réplique de la 337, comme ce fut le cas, par exemple, avec les prestigieuses versions de course de la 328.